# Prudence Lee
Prudence Lee, död 1652, var en engelsk kvinna som blev avrättad för mord. 
Hon ställdes inför rätta åtalad för att ha mördat sin make Philip Lee. Hennes man beskrivs som vanemässigt otrogen, och hon åtalades för att ha anfallit och stuckit sin make med kniv under ett gräl sedan hon upptäckt honom med en annan kvinna. Hon dömdes till döden för mord. Eftersom hon hade mördat sin make, dömdes hon för petty treason till att brännas på bål. 
Prudence Lee har beskrivits som den sista kvinna i England som avrättades genom att brännas levande för petty treason: straffet kvarstod till 1793, men efter 1652 blev de dömda i praktiken strypta innan bålet antändes.